# 1932 en ski alpin
Chronologie du ski alpin
1931 en ski alpin - 1932 en ski alpin - 1933 en ski alpin
Les faits marquants de l'année 1932 en ski alpin

## Événements

### Février
- 4-6 février : Deuxième édition des Championnats du monde de ski alpin sur le site de Cortina d'Ampezzo en Italie. Côté masculin, l'Autrichien Gustav Lantschner remporte la descente, l'Allemand Friedl Däuber le slalom et le Suisse Otto Furrer le combiné. Côté féminin, l'Italienne Paola Wiesinger remporte la descente et la Suissesse Rösli Streiff réalise le doublé slalom-combiné.
- 16-17 février : Troisième édition de la Lauberhorn sur le site de Wengen en Suisse. Le Suisse Fritz Steuri remporte la descente et le combiné, quant au Suisse Fritz von Allmen le slalom.

### Mars
- 12-13 mars : Cinquième édition de l'Arlberg-Kandahar sur le site de Sankt Anton am Arlberg en Autriche. Le Suisse Otto Furrer réalise le triplé descente-slalom-combiné, mais partage son titre en slalom avec l'Autrichien Franz Zingerle.
- 19-21 mars : Deuxième édition de l'Hahnenkamm races sur le site de Kitzbühel en Autriche.

## Naissances
- 16 janvier : Raymond Fellay, skieur suisse.
- 15 décembre : Charles Bozon, skieur français.